# Blepharidatta conops
Blepharidatta conops är en myrart som beskrevs av Kempf 1967. Blepharidatta conops ingår i släktet Blepharidatta och familjen myror. Inga underarter finns listade.

## Bildgalleri

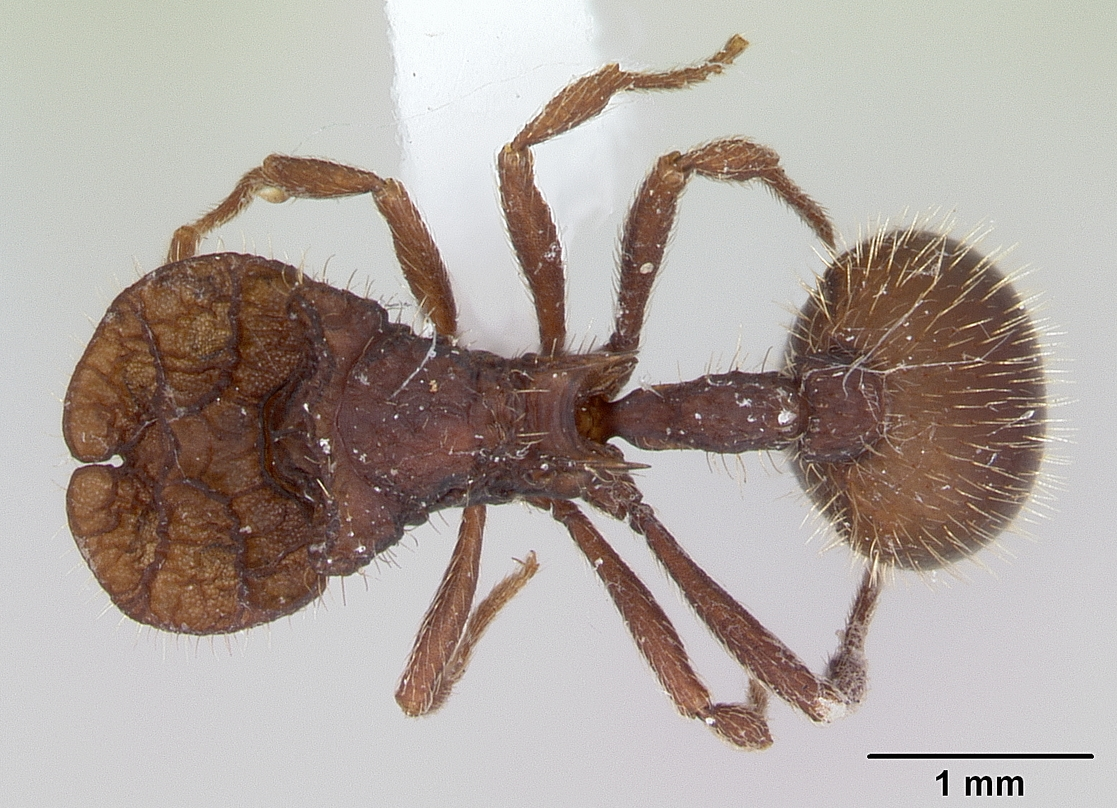
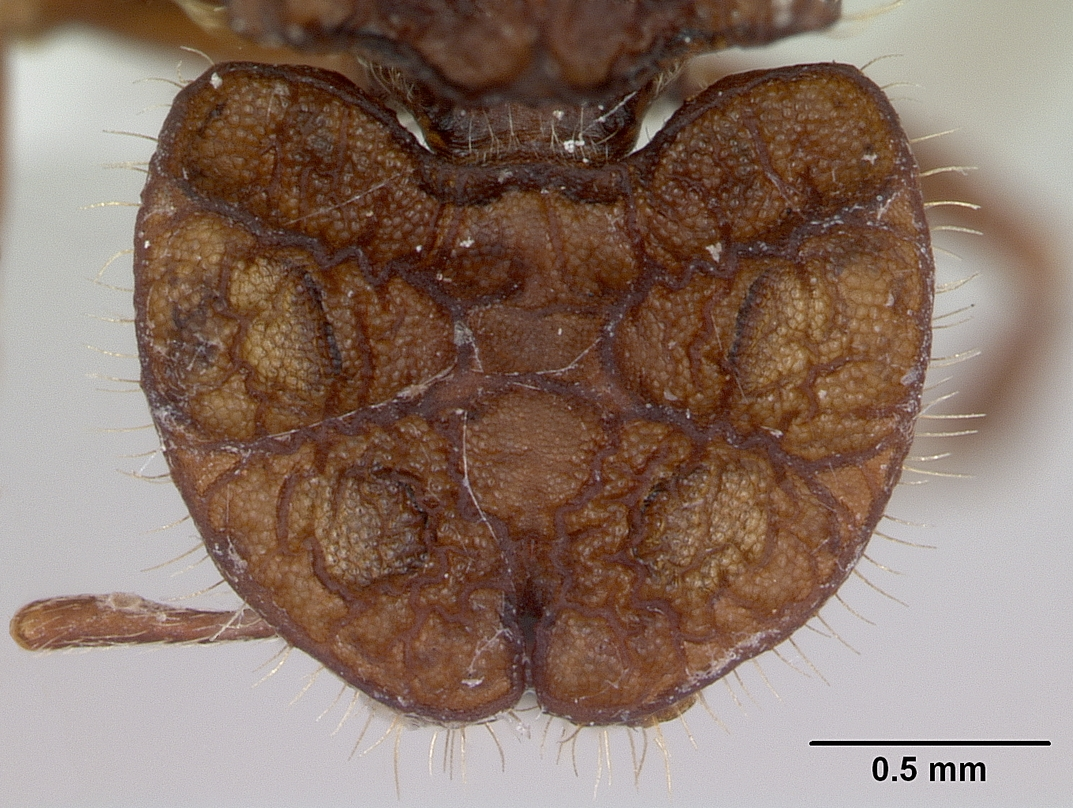
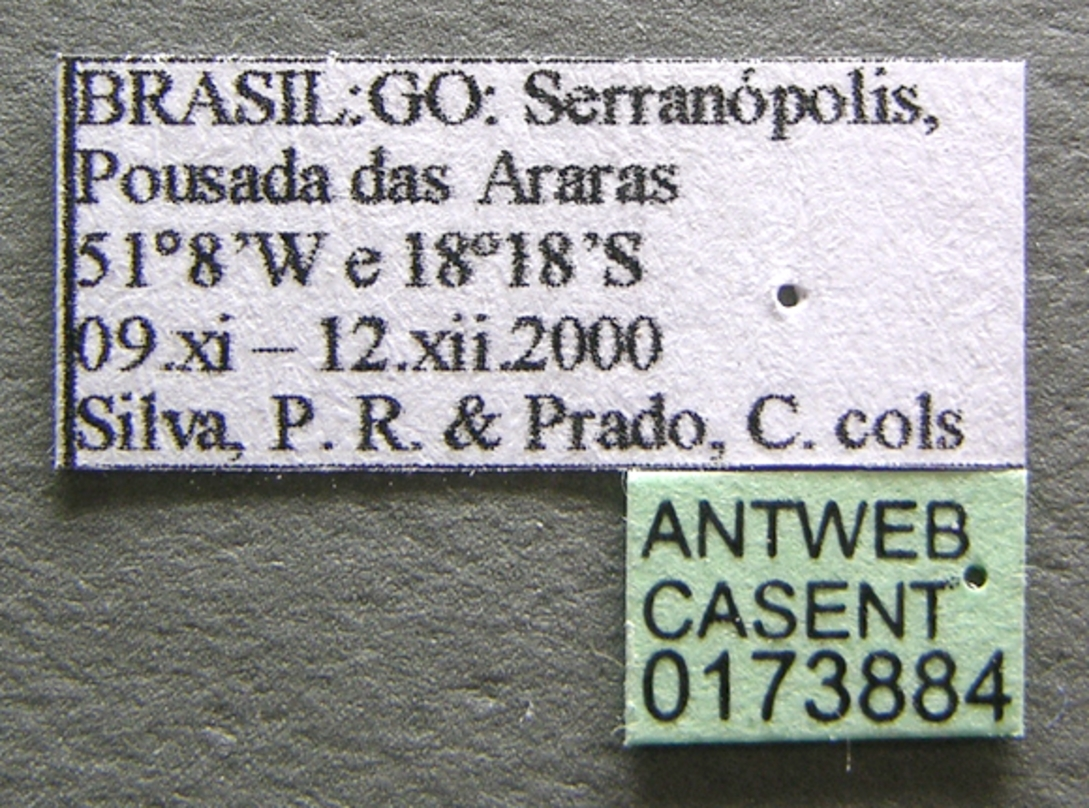
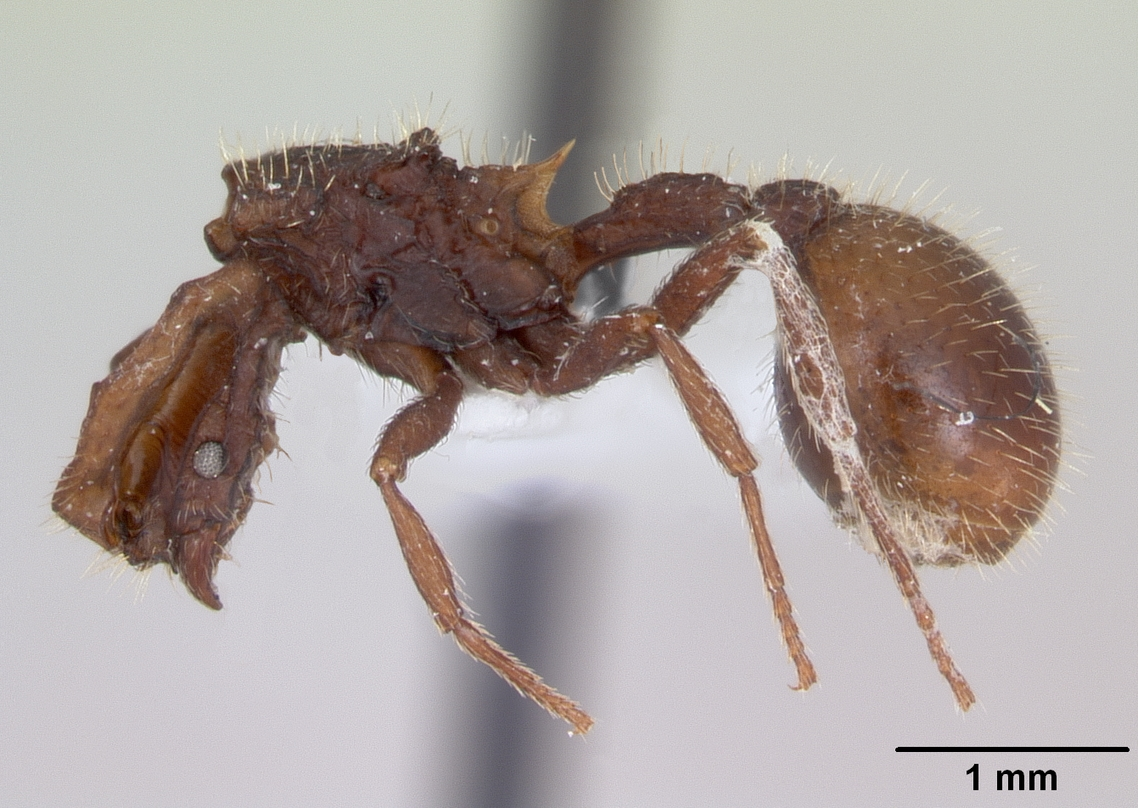
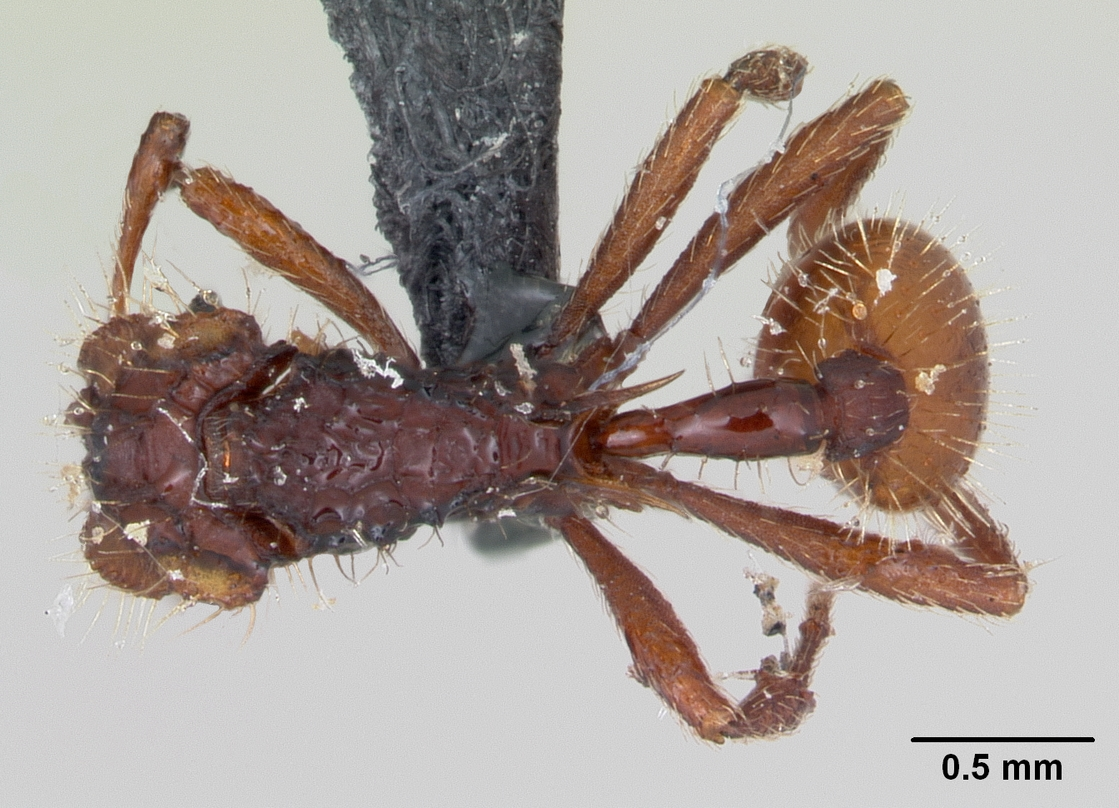
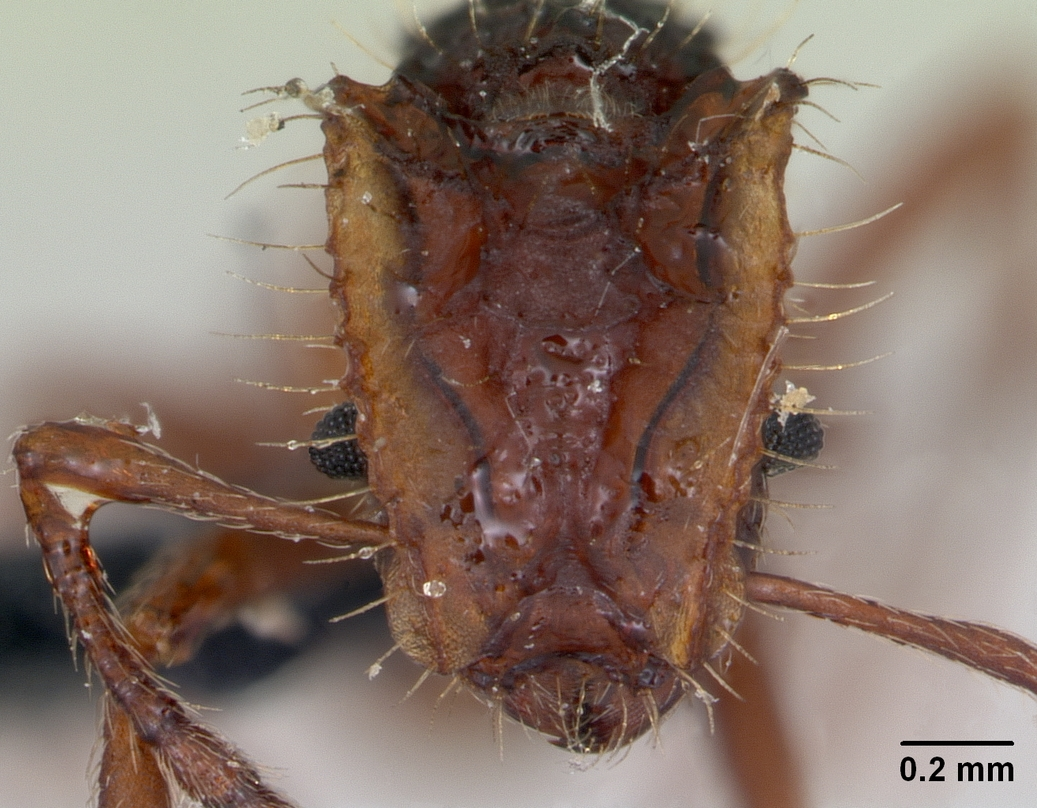